# Mount Carmel (Illinois)
Mount Carmel es una ciudad ubicada en el condado de Wabash en el estado estadounidense de Illinois. En el Censo de 2010 tenía una población de 7284 habitantes y una densidad poblacional de 562,92 personas por km².

## Geografía
Mount Carmel se encuentra ubicada en las coordenadas 38°25′9″N 87°46′11″O / 38.41917, -87.76972. Según la Oficina del Censo de los Estados Unidos, Mount Carmel tiene una superficie total de 12.94 km², de la cual 12.57 km² corresponden a tierra firme y (2.82%) 0.37 km² es agua.

## Demografía
Según el censo de 2010, había 7284 personas residiendo en Mount Carmel. La densidad de población era de 562,92 hab./km². De los 7284 habitantes, Mount Carmel estaba compuesto por el 96.14% blancos, el 0.89% eran afroamericanos, el 0.19% eran amerindios, el 0.8% eran asiáticos, el 0.07% eran isleños del Pacífico, el 0.77% eran de otras razas y el 1.14% pertenecían a dos o más razas. Del total de la población el 1.77% eran hispanos o latinos de cualquier raza.